# Incrustocalyptella
Incrustocalyptella là một chi nấm trong họ Cyphellaceae.